# Christian L. Poorman

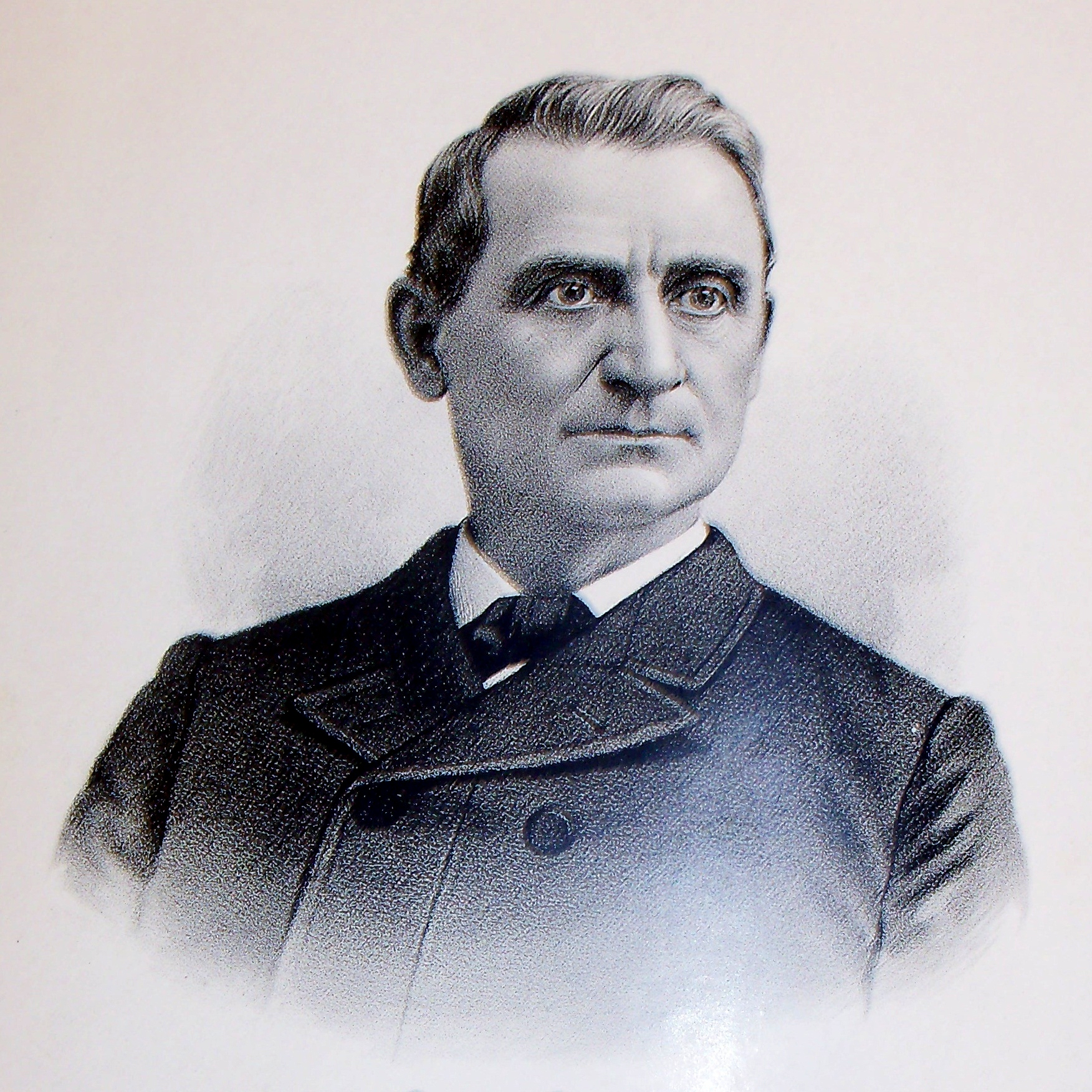
Christian L. Poorman, 1890

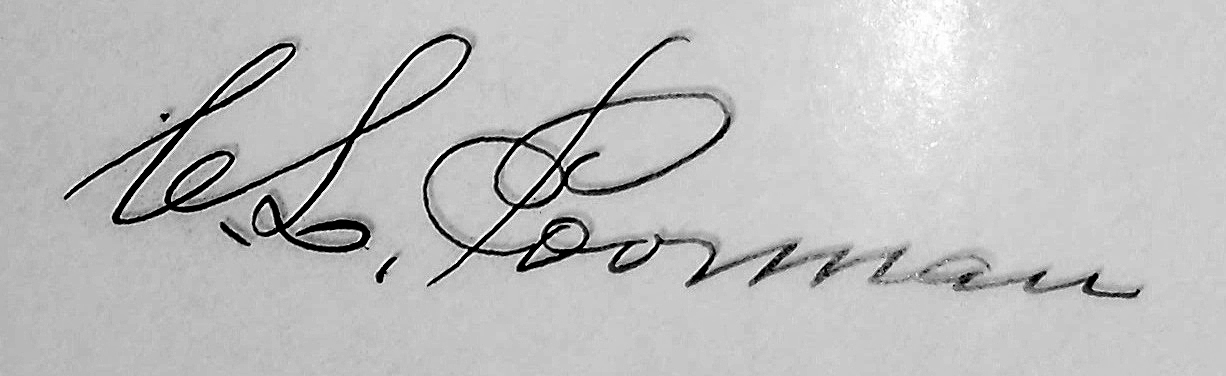

Christian L. Poorman (* 28. Oktober 1825 in Mechanicsburg, Pennsylvania; † 6. März 1912 in Shadyside, Ohio) war ein US-amerikanischer Tischler, Jurist, Verleger, Offizier, Erfinder, Hersteller und Politiker. Er saß im Repräsentantenhaus von Ohio und war von 1892 bis 1893 Secretary of State von Ohio.

## Werdegang
Christian L. Poorman, Sohn von Elizabeth Longdorf und Christian Poorman, wurde im Cumberland County geboren und wuchs dort auf. Sein Vater starb 1840 an den Folgen einer Verwundung, welche er sich während des Britisch-Amerikanischen Krieges zuzog. Christian L. Poorman besuchte Gemeinschaftsschulen. Er machte eine Ausbildung zum Tischler und ging in der Folgezeit dieser Tätigkeit nach. 1853 begann er sein Jurastudium an der Cincinnati Law School und machte dort 1855 seinen Abschluss. Nach dem Erhalt seiner Zulassung als Anwalt begann er in St. Clairsville (Ohio) zu praktizieren. Poorman war der erste gewählte Friedensrichter im Belmont County (Ohio). Er wurde zum County Auditor gewählt – ein Posten, den er ab 1859 zwei Amtszeiten lang bekleidete.
Politisch war er ein Whig, wurde aber ein Republikaner und starker Unterstützer von Abraham Lincoln, als er den Belmont Chronicle herausgab. Er war bis 1870 als Verleger des Chronicle tätig, mit Ausnahme seiner Zeit als Soldat während des Bürgerkrieges.
Poorman hob eine Kompanie aus. Im Folgenden erhielt er ein Offizierspatent zum Captain in der Kompanie D in der 43. Infanterie von Ohio. Er bekleidete diesen Dienstgrad vom 21. Dezember 1861 bis zum 12. August 1862. Für seine Tapferkeit wurde er zum Lieutenant Colonel ernannt und zur 98. Infanterie von Ohio versetzt. Er nahm an den Schlachten in Kentucky und Tennessee teil. Am 12. September 1863 trat er von seinem Posten zurück.
Nach dem Verkauf des Chronicle 1870 war Poorman als Hersteller von Maschinen in Bellaire (Ohio) tätig. In diesem Zusammenhang reichte er 1871 das US-Patent 115.099 ein. Der Börsenkrach von 1873 löschte sein Vermögen völlig aus.
Die Demokraten nominierten ihn 1872 für den 16. Kongresswahlbezirk von Ohio. Er verlor aber die Wahl gegenüber den Republikaner Lorenzo Danford. 1878 gründete er die Bellaire Tribune und trat stark im Folgenden für Schutzzölle ein. Poorman wurde 1885 in das Repräsentantenhaus von Ohio gewählt und 1887 wiedergewählt. Er saß von 1886 bis 1889 in der Ohio General Assembly. Im April 1891 trat Daniel J. Ryan von seinem Posten als Secretary of State von Ohio zurück. Gouverneur James E. Campbell ernannte Poorman zum neuen Secretary of State, um die Vakanz zu füllen. Er wurde 1892 nicht erneut zur Wiederwahl nominiert. Die Republikaner nominierten Poorman 1890 für den 17. Kongresswahlbezirk von Ohio und 1892 für den 16. Kongresswahlbezirk von Ohio. Er verlor beide Wahlen gegenüber dem Demokraten Albert J. Pearson, die erste Wahl 51,2 % zu 48,8 % und die zweite Wahl 50,06 % zu 49,94 %.
Poorman heiratete am 6. April 1846 Martha Ann Ebert.